# Alfred Glaser
Alfred Glaser (* 1888 in Bremen; † 1973 in München) war ein deutscher Bildhauer. Er gehörte 
zu den Schülern von Hermann Hahn.
Glaser war mit der Pianistin Auguste Glaser, geb. Böck, verheiratet. Der Grabstein auf dem Nordfriedhof in München stammt aus seiner Hand.

## Leben und Werk
Werke von Alfred Glaser – Skulpturen aus Sandstein – befinden sich im öffentlichen Raum in Bremen und in Herford.

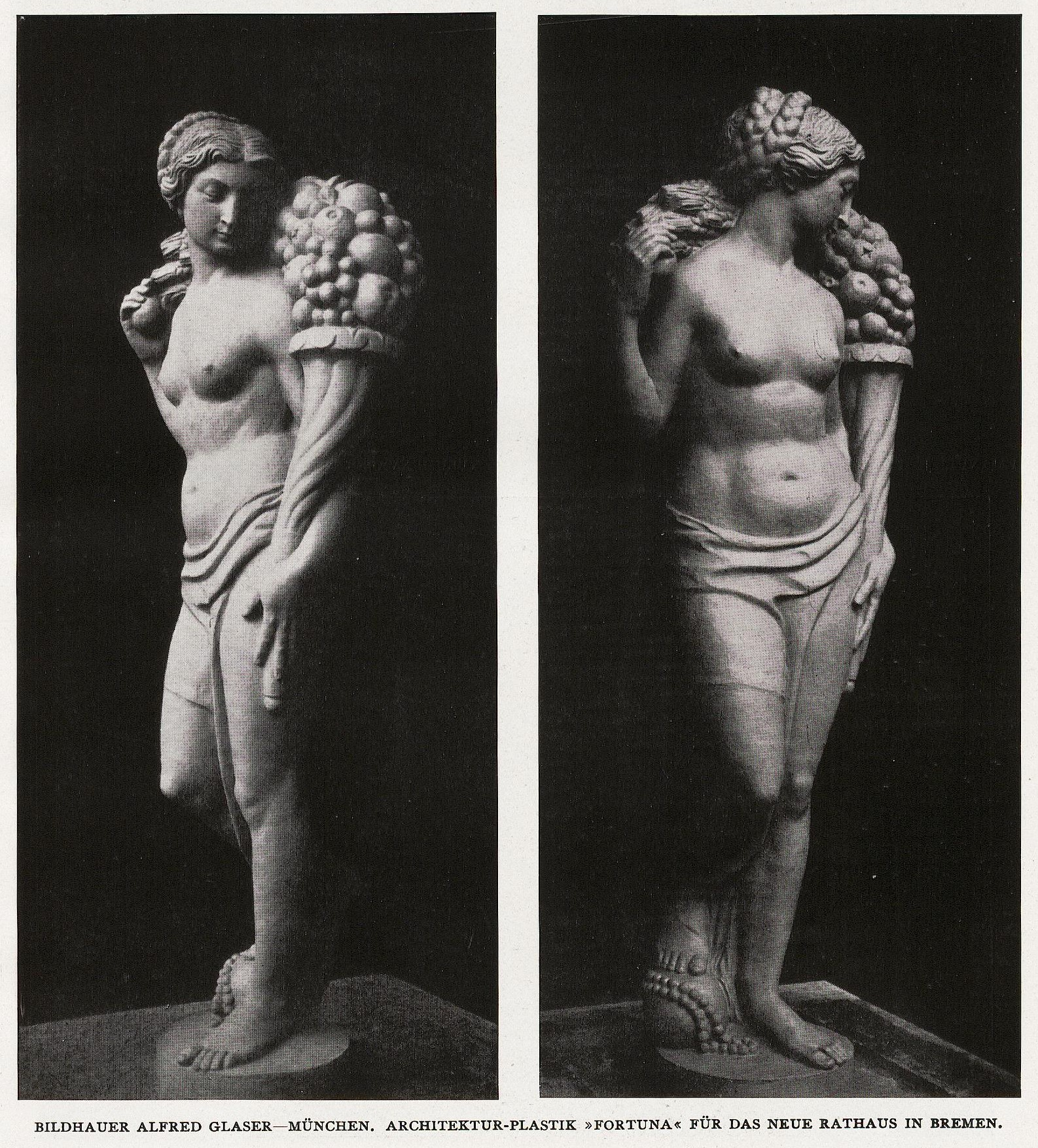
Fortuna, für das neue Rathaus in Bremen (ca. 1914)
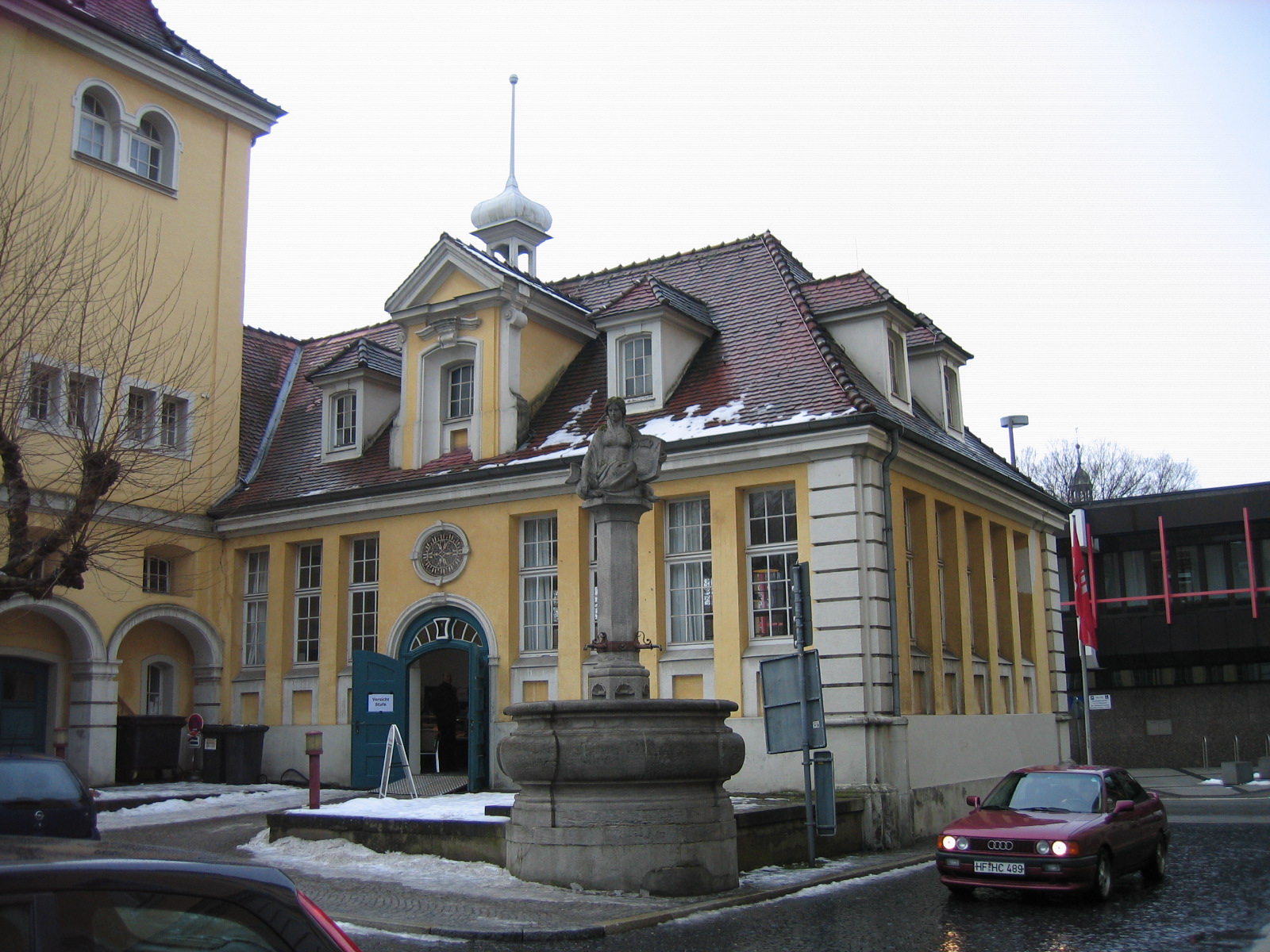
Abteibrunnen vor der Markthalle in Herford (1917) (weitere Bilder)